# Five Senses of Eros
Five Senses of Eros  (en hangul, 오감도; romanización revisada, Ogamdo) es una película surcoreana compuesta de cinco cortometrajes que describen el amor y el deseo, pero en géneros y estilos diferentes. Los cortos son: His Concern, dirigido por Daniel H. Byun; I'm Right Here (Hangul: 나, 여기 있어요; RR: Na, Yeogi Isseoyo), dirigido por Hur Jin-ho; The 33rd Man (Hangul: 33번째 남자; RR: 33beonjjae Namja), dirigido por Yoo Young-sik; In My End Is My Beginning (Hangul: 끝과 시작; RR: Ggeutgwa Sijak), dirigido por Min Kyu-dong; y Believe in the Moment (Hangul: 순간을 믿어요; RR: Sunganeul Mideoyo), dirigido por Oh Ki-hwan.
Los cinco directores son todos licenciados de la Academia Coreana de Artes Cinematográficas. La película vendió 438,501 entradas a nivel nacional.

## His Concern
Un hombre es atraído por la mujer sentada frente a él en un viaje de tren a Busan. Después de llegar a su destino consigue el número de teléfono de esa mujer. Unos cuantos días más tarde el hombre planea encontrarse con la mujer por segunda vez.

### Créditos
- Jang Hyuk como Hombre.
- Cha Hyun-jung como Mujer.
- Director y guionista Daniel H. Byun (también conocido como Byun Hyuk).
- Cinematografía: Kim Mu-yu
- Edición: Hahm Sung-won
- Música: Choi Man-sik
- Producción: Culture Cap Media

## I'm Right Here
Hye-rim, escondida, espera a su marido para darle una sorpresa. Hyeon-woo siempre esta preocupado porque su mujer se queda sola en casa. Pero Hye-rim se preocupa más porque él se quedará sólo pronto.

### Créditos
- Kim Kang-woo como Kang Hyeon-woo.
- Cha Soo-yeon como Ahn Hye-brocal.
- Director: Hur Jin-ho
- Guionista: Lee Jeong-hwa, Kim Gyeong-mi
- Cinematografía: Yun Ji-woon
- Editando: Choi Jae-geun
- Música: Choi Yong-rak
- Producción: Ho Pictures
- Duración: 21 minutos

## The 33rd Man
En el estudio de grabación de una película, la actriz novata Mi-jin y la actriz Hwa-ran están teniendo dificultades debido a su terco y exigente director. La carismática Hwa-ran transformara a Mi-jin en una chica sexy para seducir al director Bong.

### Créditos
- Kim Su-ro como Bong Jan-woon.
- Bae Jong-ok como Park Hwa-ran.
- Kim Min-sun como Kim Mi-jin.
- Director y guionista: Yoo Young-sik
- Cinematografía: Go Nak-seon
- Edición: Hahm Sung-won
- Música: Choi Man-sik
- Producción: Culture Cap Media
- Duración: 25 minutos

## In My End Is My Beginning
Jae-in acaba de morir en un accidente automovilístico. Entonces Jung-ha, su esposa, descubre que él ha estado teniendo una aventura con Na-ru, una amiga del instituto. Na-ru va a la casa de Jung-ha y le pide vivir con ella, prometiendo expiar su culpa con devoción incondicional.

### Créditos
- Uhm Jung-hwa como Lee Jung-ha.
- Kim Hyo-jin como Kang Na-ru.
- Hwang Jung-min como Min Jae-en.
- Director y guionista: Min Kyu-dong.
- Cinematografía: Kim Byeong-seo, Kim Jun-young.
- Edición: Seong Su-un
- Música: Kim Jun-seong
- Producción: Soo Film
- Duración: 28 minutos

## Believe in the Moment
Se presentan tres parejas, todos estudiantes de secundaria y amigos cercanos. Ninguna de las parejas esta segura sobre su relaciones, así que deciden intercambiar novios durante 24 horas.

### Créditos
- Reparto:
  - Kim Dong-wook como Han Ji-woon.
  - Lee Si-young como Jung Se-eun.
  - Jung Eui-chul como Seo Sung-min.
  - Shin Se-kyung como Shin Su-jeong.
  - Song Joong-ki como Yu Jae-hyuk.
  - Lee Sung-min como Lee Yun-jung.
- Producción:
  - Director, Screenplay: Oh Ki-hwan
  - Cinematografía: Kim Yeong-heung
  - Edición: Hahm Sung-won
  - Música: Choi Yong-rak
  - Duración: 24 minutos

## In My End Is My Beginning versión completa del director
Min Kyu-dong posteriormente expandió su corto In My End Is My Beginning, el cual fue exhibido en el Festival de cine Internacional Busan (2009), siendo estrenado en cines en 2013.